# Arthur Hoops
Arthur Hoops (Middletown, 1870 – Long Island, 17 settembre 1916) è stato un attore statunitense del muto.

## Biografia
Arthur Hoops iniziò a lavorare come attore insieme a James Keteltas Hackett. Con Hackett, recitò in tre lavori teatrali ispirati al famoso romanzo Il prigioniero di Zenda di Anthony Hope. I due attori si cimentavano ogni sera nel duello che vedeva contrapposti i due protagonisti, in quella che diventò la più famosa scena di duello del teatro americano a cavallo tra Ottocento e Novecento.
Nel 1914, Hoops girò il suo primo film, The Better Man per la Famous Players Film Company. Sfortunatamente, quando nel 1913 il lavoro di Hope era stato adattato per lo schermo, non gli fu affidato quello che era il suo cavallo di battaglia a teatro. Nella sua carriera, girò 25 film. Recitò a fianco di attrici celebri come Mary Pickford o Marguerite Clark e ebbe come partner anche una delle prime vamp cinematografiche, Olga Petrova. 
Hoops morì a Los Angeles all'età di 46 anni per un attacco di cuore.

## Filmografia
La filmografia è completa. Quando manca il nome del regista, questo non viene riportato nei titoli
- The Better Man, regia di William Powers (1914)
- The Lost Paradise, regia di J. Searle Dawley (1914)
- Such a Little Queen, regia di Hugh Ford e Edwin S. Porter (1914)
- The Straight Road, regia di Allan Dwan (1914)
- Aristocracy, regia di Thomas N. Heffron (1914)
- Mistress Nell, regia di James Kirkwood (1915)
- Gretna Green, regia di Thomas Heffron (1915)
- When We Were Twenty-One, regia di Hugh Ford e Edwin S. Porter (1915)
- A Woman's Resurrection, regia di J. Gordon Edwards (1915)
- Should a Mother Tell, regia di J. Gordon Edwards (1915)
- Esmeralda, regia di James Kirkwood (1915)
- The Song of Hate, regia di J. Gordon Edwards (1915)
- The Mummy and the Humming Bird, regia di James Durkin (1915)
- The Danger Signal, regia di Walter Edwin (1915)
- The Law of Blood, regia di Max Marcin (1916)
- The Lure of Heart's Desire, regia di Francis J. Grandon (1916)
- The Final Curtain (1916)
- The Soul Market, regia di Francis J. Grandon (1916)
- Playing with Fire, regia di Francis J. Grandon (1916)
- The Spell of the Yukon, regia di Burton L. King (1916)
- The Scarlet Woman, regia di Edmund Lawrence (1916)
- The Eternal Question, regia di Burton L. King (1916)
- Extravagance, regia di Burton L. King (1916)
- Bridges Burned, regia di Perry N. Vekroff (1917)
- The Secret of Eve, regia di Perry N. Vekroff (1917)

## Spettacoli teatrali
- Rupert of Hentzau (Broadway, 10 aprile 1899)
- The Pride of Jennico (Broadway, 6 marzo 1900)
- The Pride of Jennico (ripresa) (Broadway, 3 settembre 1900)
- Alice of Old Vincennes (Broadway, 2 dicembre 1901)
- The Prisoner of Zenda, revival (Broadway, 21 settembre 1908)